# 浅瀬のある風景 (ドメニキーノ)
『浅瀬のある風景』（あさせのあるふうけい、伊: Paesaggio con guado、英: Landscape with Ford）は、イタリア・バロック期のボローニャ派の画家ドメニキーノがキャンバス上に油彩で制作した風景画である。研究者たちは、ドメニキーノが教養ある芸術理論家であったジョヴァンニ・バッティスタ・アグッキと知り合った頃の1605-1607年に描かれた作品とみなしている。伝記作者のジュリオ・マンチーニによれば、ドメニキーノはアグッキのために一連の完璧に制作された魅惑的な風景画を描いたとのことである。作品は現在、ローマのドーリア・パンフィーリ美術館に所蔵されている。

## 作品

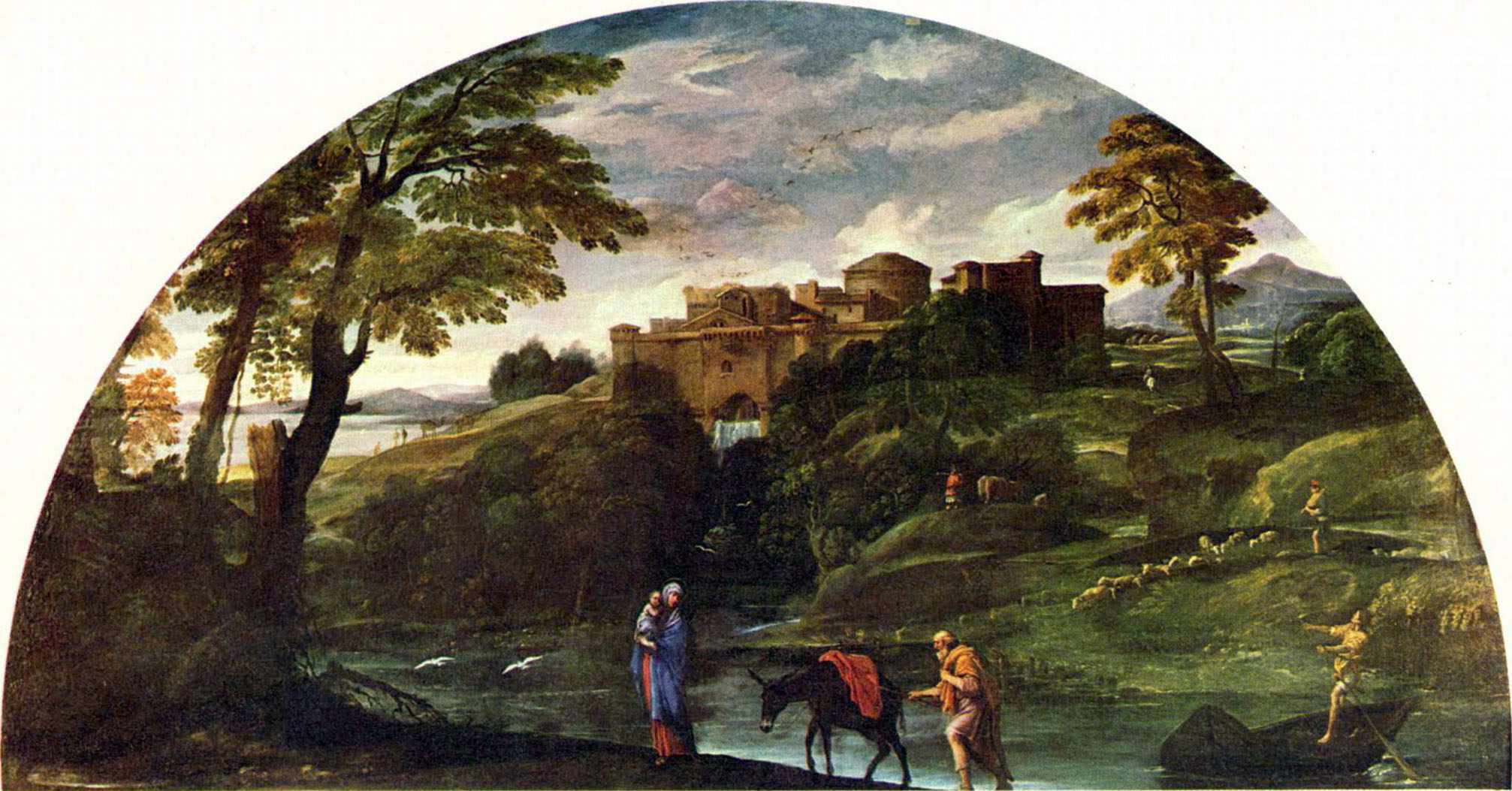
アンニーバレ・カラッチ『エジプト逃避のある風景』 (1604年ごろ)、ドーリア・パンフィーリ美術館、ローマ

アンニーバレ・カラッチは、ピエトロ・アルドブランディーニ枢機卿の執事長であったアグッキを通して自身の作品を枢機卿に知られるようになり、1602年にローマに移った。本作は、ドメニキーノが『エジプト逃避のある風景』など「アルドブランディーニ・ルネット」と呼ばれるアンニーバレの一連の風景画 (ドーリア・パンフィーリ美術館) に強い影響を受けていた時代のものである。ドメニキーノは、アンニーバレの指導により古典的で理想的な風景画の人気を確固たるものとしたが、本作の構図は古典的な様式に則り、そびえる木々で枠どられ、遠景には古い村がある。
前景左から右へ1人の人物、カップル、家族がおり、彼らは赤色、青色、黄色の衣服によって区別される。この3色は、過去、現在、未来という3つの歴史的視点に対応するもののようである。過去、現在、未来はそれぞれ、情景を眺め、自身がやってきた道程を顧みている女性、連れを背負って川を渡っている男性、そして靴を脱いでいる農夫と妻、子供たちによって表現されている。
おそらく、この絵画は、「浅瀬を渡る者は水がどれだけ深いかを知っている(Chi ha passato il guado, sa quant'acqua tiene.))」という諺を図示したものとして意図された。しかし、描かれていることの結末は推測するしかない。浅瀬の中ほどにいる男性は対岸に到達するのであろうか。岸で待っている人々は彼に続いていくのであろうか。絵画の意味は、アルドブランディーニ枢機卿とアグッキの高い知的水準を考慮してようやく把握できる。構図、滑らかな筆触、地味であるが快活な色彩は無邪気なものに見えるが、洗練されたもので、自然というより意図的なものなのである。